# José Nieto
José García López, conegut artísticament com a José Nieto (Múrcia, 3 de maig de 1902 - Matalascañas, Huelva, 10 d'agost de 1982) va ser un actor espanyol.

## Biografia
Transcorre la seva infància entre Madrid i València i en 1916 comença a treballar en una companyia d'assegurances, activitat que prolonga fins a 1922. Després de dedicar-se als toros (amb el nom artístic de Josele) i al negoci dels cavalls, debuta al cinema en 1925 amb la versió de Florián Rey de l'obra El Lazarillo de Tormes.
Després de participar en alguns altres títols, en 1931 es trasllada a Hollywood per a participar en el rodatge de pel·lícules sonores dirigides al públic hispà.
Després de passar per París per a doblar pel·lícules, torna a Espanya en 1936 i comença a treballar com a gerent del Teatre Còmic de Barcelona.
Represa la seva carrera cinematogràfica en finalitzar la Guerra Civil espanyola i al llarg de dues dècades es consolida com un dels actors més aclamats i populars de la pantalla gran a Espanya.
Al llarg de la seva carrera ha treballat amb els més prestigiosos cineastes espanyols, com Edgar Neville, Juan de Orduña, Carlos Saura o José María Forqué, en papers tant de galant aguerrit en títols militaristes com —en moltes ocasions— vilà despietat.
A partir de la dècada dels seixanta se sap emmotllar als nous gustos del públic i comença a treballar en grans produccions internacionals rodades a Espanya, de manera que col·labora amb directors de la talla de Stanley Kramer, King Vidor, Nicholas Ray, Orson Welles o David Lean.
En l'última part de la seva carrera es va dedicar a la interpretació de papers de repartiment i episòdics en títols de discret pressupost.

## Premis
- Premi especial a millor actor principal del Cercle d'Escriptors Cinematogràfics (1951) per La Señora de Fátima.[4]

- Abans de morir li va ser atorgat el tractament d'il·lustríssim i excel·lentíssim senyor, juntament amb la medalla de plata al mèrit del treball, per l'exministre José Utrera Molina..

## Filmografia (selecció)
- Tango Bar (1935).
- Raza (1942).
- El abanderado (1943).
- Idilio en Mallorca (1943).
- Los últimos de Filipinas (1945).
- El tambor del Bruch (1948).
- Una mujer cualquiera (1949).
- Black Jack (1950)
- El sueño de Andalucía (1951).
- La Señora de Fátima (1951).
- Carne de horca (1953).
- Nadie lo sabrá (1953).
- El beso de Judas (1954).
- Cañas y barro (1954).
- Marcelino pan y vino (1955).
- Contraband Spain (1955)
- El padre Pitillo (1955).
- Orgullo y pasión (1957).
- Adiós a las armas (1957).
- Pan, amor y Andalucía (1958).
- Salomón y la reina de Saba (1959).
- Rey de Reyes (1961).
- 55 días en Pekín (1963).
- Doctor Zhivago (1965).
- Campanadas a medianoche (1965).
- Pampa salvaje (1966)
- El jardín de las delicias (1970).
- Uno del millón de muertos (1977).
- Polvos mágicos (1979).
- ...Y al tercer año, resucitó (1980).